# Awara jezik
Awara jezik (ISO 639-3: awx), jedan od tri wantoat jezika, šire skupine finisterre, transnovogvinejska porodica, kojim govori 1 870 ljudi (2007 popis) u Papua novogvinejskoj provinciji Morobe, blizu Wantoata u distriktu Lae.
Govornici se služe i tok pisinom [tpi]. Pismo: latinica.

## Vanjske poveznice
- Ethnologue (14th)
- Ethnologue (15th)